# Skadovsk
Skadovsk (în ucraineană Скадовськ) este orașul raional de reședință al raionului Skadovsk din regiunea Herson, Ucraina. În afara localității principale, nu cuprinde și alte sate.

## Demografie
Componența lingvistică a orașului Skadovsk
     Ucraineană (73,29%)
     Rusă (25,38%)
     Alte limbi (0,7%)
Conform recensământului din 2001, majoritatea populației orașului Skadovsk era vorbitoare de ucraineană (73,29%), existând în minoritate și vorbitori de rusă (25,38%).